# Werner Jacobson
Werner Ulrich Jacobson (* 4. Januar 1906 in Berlin; † 15. Januar 2000) war ein deutsch-britischer Mediziner.

## Leben und Tätigkeit
Jacobson war ein Sohn des Otto Jacobson und seiner Ehefrau Paula Margaret, geb. Masur. Nach dem Schulbesuch studierte er Medizin an der Universität Heidelberg, wo er 1930 seine medizinische Approbation erhielt.
Von 1930 bis 1933 war Jacobson Assistent am Anatomischen Institut der Universität Bonn.
Nach der Machtergreifung der Nationalsozialisten im Frühjahr 1933 wurde Jacobson aufgrund seiner jüdischen Herkunft aus dem Staatsdienst entlassen. Er emigrierte noch im selben Jahr nach Großbritannien, wo er eine Anstellung am Strangeways Research Institute der Universität Cambridge fand, an dem er bis 1935 wirkte.
1935 wurde Jacobson als Halley Stewart Research Fellow in Cambridge bestallt, eine Position, die er bis 1980 beibehielt. In den 1940er Jahren erhielt er einen PhD-Grad der Universität Cambridge, 1960 folgte noch der Grad eines Doctor of Science. Von 1948 bis 1949 hielt er sich als Senior Research Associate am University of Texas Medical Branch in Galveston und von 1969 bis 1970 und erneut 1972 hielt er sich als Gastprofessor an der Harvard Medical School auf.
Von den nationalsozialistischen Polizeiorganen wurde Jacobson nach seiner Emigration als Staatsfeind eingestuft: Im Frühjahr 1940 setzte das Reichssicherheitshauptamt in Berlin ihn auf die Sonderfahndungsliste G.B., ein Verzeichnis von Personen, die im Falle einer erfolgreichen deutschen Invasion Großbritanniens durch die Sonderkommandos der SS-Einsatzgruppen mit besonderer Priorität ausfindig gemacht und verhaftet werden sollten.
1970 erhielt Jacobson den Rang eines Halley Stewart Professors am Medical Research Department for Hematology der Cambridge University Clinical School. Ab 1981 war er Halley Stewart Professor am Medical Research Department of Pediatrics.
Jacobson war Mitglied der Royal Society of Medicine, der Royal Society of Tropical Medicine, des Royal College of Physicians, des Royal College of Pathologists, der New York Academy of Sciences und der Cambridge Philosophical Society.
Jacobsons Forschungsschwerpunkte waren Anatomie, Histologie und Embryologie.
Seit 2009 (?) vergibt die Universität Cambridge jährlich drei (auch) nach ihm benannte Stipendien: Die Werner Jacobson Halley Stewart Scholarships.

## Familie
Jacobson heiratete am 14. Februar 1934 Gertrude Elena Ebler.

## Schriften
- Über die Entwicklung der basalen Nasenknorpel bei Talpa europaca und Mensch. 1928 (Dissertation).